# Live aus Berlin
Live aus Berlin er en DVD/VHS af en Rammstein-koncert optaget den 22.-23. august 1997 på Wuhlheide i Berlin. DVD'en udkom i 1999.

## Historie
Rammstein fik ideen til at lave et live show, da de var på turné i USA og da de skulle spille på Wuhlheide i Berlin, på det tidspunkt havde de haft stor succes med deres nye album Sehnsucht, som efterfølger til debutalbummet Herzeleid. Sehnsucht udgives i 1997.
Første single Engel fra denne plade opnåede dengang guld-status, ligesom at også albummet strøg til tops på den tyske hitliste efter bare en uge i handlen.
Da de har indspillet Showet, bliver de nødt til at lave en koncertudgave af den, da de på deres turne i USA bliv anholdt for at lave et dildoshow, hvor forsangeren Till Lindemann tager en dildo frem mellem hans ben, og keyboardspilleren, Christian Lorenz står på alle fire. Till Lindemann sprøjter noget hvidt ud på ham og publikum. Da dette er ulovligt i USA blev de anholdt og for at sælge showet i USA måtte de slette denne del fra showet.

## Oversigt

### Numre på CD
1. "Spiel mit mir" ("Leg med mig") – 5:22
2. "Bestrafe mich" ("Straf mig") – 3:49
3. "Weisses Fleisch" ("Hvidt kød") – 4:35
4. "Sehnsucht" ("Længsel") – 4:25
5. "Asche zu Asche" ("Aske til aske") – 3:24
6. "Wilder Wein" ("Vild vin") – 5:17
7. "Heirate Mich" ("Gift dig med mig") – 6:16
8. "Du riechst so gut" ("Du lugter så godt") – 5:24
9. "Du hast" ("Du har") – 4:27
10. "Bück dich" ("Buk dig") – 5:57
11. "Engel" ("Engel") – 5:57
12. "Rammstein" – 5:29
13. "Laichzeit" ("Rogntid") – 5:14
14. "Wollt ihr das Bett in Flammen sehen?" ("Vil du se sengen i flammer?") – 5:52
15. "Seemann" ("Sømand") – 6:54

### Numre på DVD

#### CD1
1. "Spiel mit mir" ("Leg med mig ") – 6:09
2. "Herzeleid" ("Hjertesorg") – 3:57
3. "Bestrafe mich" ("Straf mig") – 3:48
4. "Weisses Fleisch" ("Hvidt kød") – 4:36
5. "Sehnsucht" ("Længsel") – 4:25
6. "Asche zu Asche" ("Aske til aske") – 3:24
7. "Wilder Wein" ("Vild vin") – 5:57
8. "Klavier" ("Klaver") – 4:50
9. "Heirate mich" ("Gift dig med mig") – 7:47
10. "Du riechst so gut" ("Du lugter så godt") – 5:25
11. "Du hast" ("Du har") – 4:27
12. "Bück dich" ("Buk dig") – 6:03

#### CD2
1. "Engel" ("Engel") – 6:43
2. "Rammstein" – 5:42
3. "Tier" ("Dyr") – 3:42
4. "Laichzeit" ("Rogntid") – 5:13
5. "Wollt ihr das Bett in Flammen sehen?" ("Vil I se sengen i flammer?") – 6:15
6. "Seemann" ("Sømand") – 9:56 (inkludere "Was hast du mit meinem Herz getan?" ("Hvad har du gjort med mit hjerte) af Nicholas Lens)
7. CD-ROM numre: "Tier", "Asche zu Asche" og "Wilder Wein".

#### Numre på video
1. "Spiel mit mir" ("Leg med mig") – 6:20
2. "Herzeleid" ("Hjertesorg") – 3:58
3. "Bestrafe mich" ("Straf mig") – 3:51
4. "Weisses Fleisch" ("Hvidt kød") – 4:34
5. "Sehnsucht" ("Længsel") – 4:25
6. "Asche zu Asche" ("Aske til aske") – 3:26
7. "Wilder Wein" ("Vild vin") – 5:38
8. "Klavier" ("Klaver") – 4:49
9. "Heirate mich" ("Gift dig med mig") – 7:48
10. "Du riechst so gut" ("Du lugter så godt") – 5:24
11. "Du hast" ("Du har") – 4:34
12. "Bück dich" ("Buk dig") – 5:48
13. "Engel" ("Engel") – 6:33
14. "Rammstein" – 5:43
15. "Tier" ("Dyr") – 3:42
16. "Laichzeit" ("Rogntid") – 5:15
17. "Wollt ihr das Bett in Flammen sehen?" ("Vil I se sengen i flammer?") – 6:23
18. "Seemann" ("Sømand") – 8:26

#### 6 vinklet
1. "Tier" – 23.06
2. "Du hast" – 27.18
3. "Rammstein" – 33.48

## Trivia
- Bück Dich er ikke med på den censurerede udgave af Live aus Berlin, grundet det dildoshow der udføres af Till Lindemann og Christian Lorenz.

## Awards og priser
- Golden Record
- Best Rock Act